# Museo della basilica di San Michele Arcangelo
Il Museo della Basilica di San Michele Arcangelo si trova a Monte Sant'Angelo in provincia di Foggia e fa parte della Basilica di San Michele Arcangelo, costruita per la prima volta alla fine del VI secolo e ricostruita nell'871. Il museo contiene una documentazione della storia della Basilica ed è suddiviso in due raccolte tematiche: museo devozionale e lapidario.

## Percorso espositivo

### Museo devozionale
Questa raccolta venne aperta al pubblico nel 1989 e comprende oggetti donati nei secoli da pellegrini appartenenti ai comuni fedeli ma anche a personaggi illustri venuti in pellegrinaggio in questo tempio.
Si tratta di oggetti liturgici e paramenti sacri, pervenuti ai nostri giorni, fra quelli donati nel tempo da papi, imperatori, regnanti e vescovi.
Fra i più rilevanti si ricordano:
- Icona bizantina di san Michele arcangelo risalente al VI - VII secolo, in rame dorato, donata da due pellegrini normanni: si tratta del reperto più antico ed è l'immagine dell'Arcangelo più venerata nel santuario.
- Croce devozionale del XIII secolo, realizzata in cristallo e filigrana, dono dell'imperatore Federico II di Svevia.
- Boccale in argento, del 1658, con impresso lo stemma dei D'Avalos.
- Pianeta del XVII secolo, anch'essa con lo stemma dei D'Avalos.

Esiste poi una serie di ex-voto forse meno preziosi ma certamente anch'essi documenti importanti della storia devozionale della Basilica e dell'Arcangelo Michele.

### Museo lapidario
Questa sezione del museo è raccolta all'interno di due cripte, di età bizantina e longobarda, rinvenute al disotto della Basilica nel corso degli scavi realizzati nel periodo 1949-1960.
La raccolta è costituita da diverse epigrafi che costituiscono una documentazione sulla vita della Basilica e sui visitatori che l'anno frequentata nel corso dei secoli. Fra queste diverse iscrizioni trovate sulle pareti e che sono alla base della ricostruzione della data di fondazione della Basilica stessa.
Fra i reperti conservati si ricorda una cripta con due sarcofagi del VII e VIII secolo, e altro materiale proveniente, oltre che dal Santuario, anche da altre chiese come l'ex Chiesa di San Pietro e dall'Abbazia benedettina di Santa Maria di Pulsano ormai in rovina.